# Naan Yen Pirandhen
Naan Yen Pirandhen – indyjski film z 1972, w języku tamilskim, w reżyserii M. Krishnana.

## Obsada
- M.G. Ramachandran
- M.N. Nambiar
- Nagesh

Źródła:

## Piosenki filmowe
- Unathu Vizhiyel
- Thamikku Oru
- Naan Paadum Paadal
- Chittirai Solaigale
- Naan Yen Piranthen

Twórcami ich tekstów byli Vaali, Pulamaipithan i Bharathidasan. Swoich głosów w playbacku użyczyli T.M. Soundararajan i P. Susheela.